# Takeru Kiyonaga
Takeru Kiyonaga (japanisch 清永 丈瑠 Kiyonaga Takeru; * 24. Oktober 1994 in Shunan) ist ein japanischer Fußballspieler.

## Karriere
Kiyonaga erlernte das Fußballspielen in der Jugendmannschaft von Kashima Antlers und der Universitätsmannschaft der Kansai-Universität. Seinen ersten Vertrag unterschrieb er 2017 bei Renofa Yamaguchi FC. Der Verein spielte in der zweithöchsten Liga des Landes, der J2 League. Für den Klub aus Yamaguchi absolvierte er 21 Zweitligaspiele. Im Januar 2021 verpflichtete ihn der Drittligist Gainare Tottori.